# Nut (escalada)

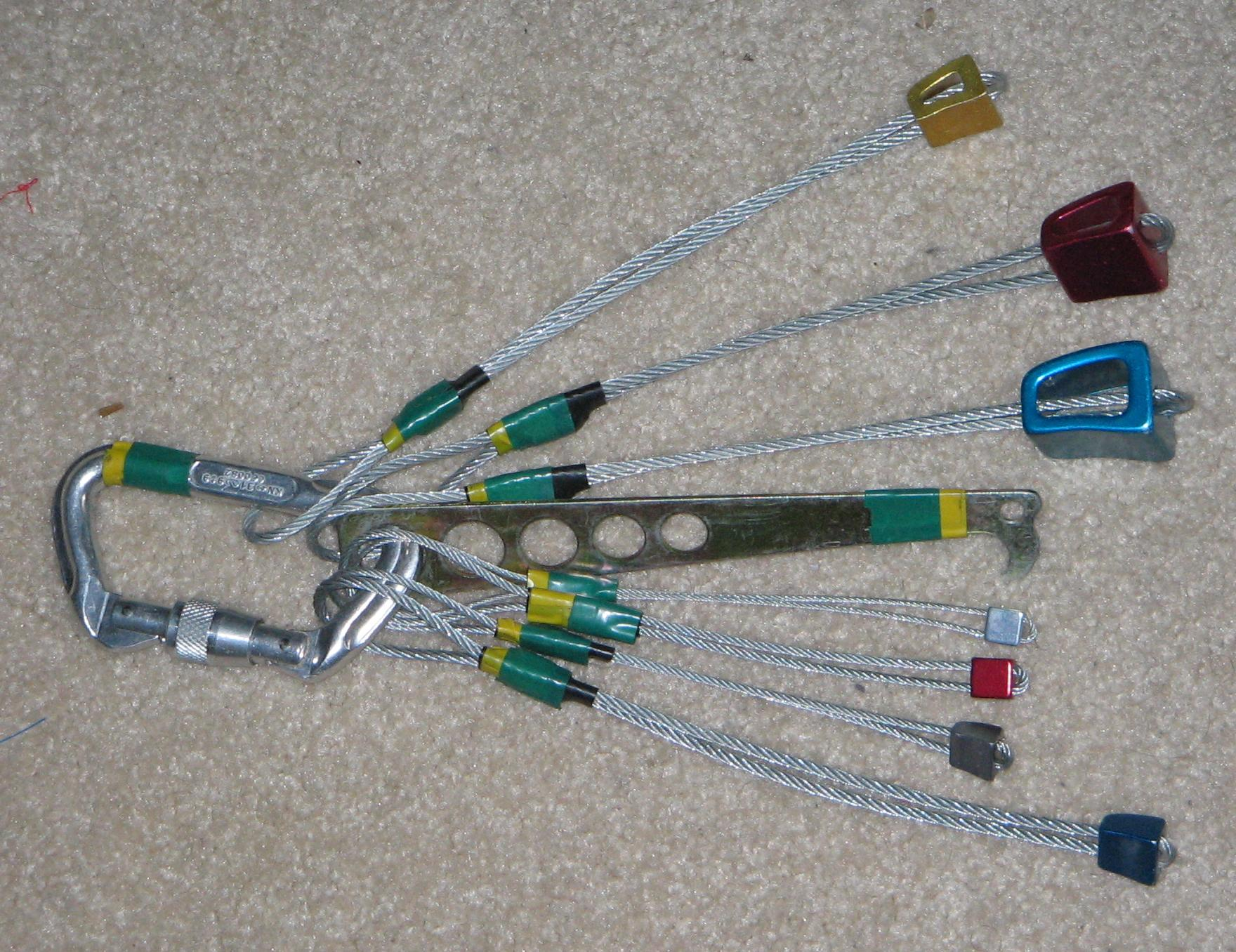
Jogo de Nuts.

Nuts são peças utilizadas para uma espécie de escalada em que o próprio escalador fixa sua segurança na pedra. O nut deve ser cuidadosamente entalado em alguma fenda da pedra de modo que possa conter uma possível queda.
Os escaladores ingleses foram os primeiros a usarem esse tipo de proteção na década de 1950. Sem condições financeiras para a compra de Pitons, eles coletavam porcas (nuts) caídas ao lado das linhas do trem e as usavam como proteção artificial.